# Куриленко Микола Миколайович
Микола Миколайович Куриленко (1913, місто Судак Таврійської губернії, тепер Автономна Республіка Крим — ?) — український партійний діяч, завідувач відділу промисловості товарів широкого вжитку і продовольчих товарів ЦК КПУ. Депутат Верховної Ради УРСР 4—5-го скликань.

## Життєпис
Народився в родині робітника. Закінчивши сільську школу, в 1929 році вступив до Запорізького машинобудівного технікуму. Після закінчення технікуму працював на конструкторській роботі на Новокраматорському машинобудівному заводі Донецької області.
У 1935 році вступив до Запорізького машинобудівного інституту, здобув спеціальність інженера-машинобудівника.
До 1940 року — у Червоній армії. Член ВКП(б) з 1940 року.
У 1940—1944 роках — на керівній інженерно-технічній роботі на підприємствах машинобудівної промисловості. Під час німецько-радянської війни працював у евакуації. 
З 1944 року — на партійній роботі в апараті ЦК КП(б)У. З грудня 1945 по 1947 рік — завідувач сектору відділу по західних, Закарпатській і Ізмаїльській областях УРСР ЦК КП(б)У. У 1947 — березні 1948 року — інспектор Управління із перевірки партійних органів ЦК КП(б)У. З березня по листопад 1948 року — заступник завідувача промислового відділу ЦК КП(б)У. З грудня 1948 по березень 1951 року — заступник завідувача відділу легкої промисловості ЦК КП(б)У.
У березні 1951 — червні 1953 року — завідувач відділу легкої промисловості ЦК КП(б)У.
З червня 1953 по серпень 1954 року — 1-й заступник завідувача промислово-транспортного відділу ЦК КПУ.
У серпні 1954 — грудні 1958 року — завідувач відділу промисловості товарів широкого вжитку і продовольчих товарів ЦК КПУ.
У грудні 1958 — жовтні 1961 року — завідувач відділу легкої і харчової промисловості ЦК КПУ.
29 вересня 1961 — 25 грудня 1963 року — секретар ЦК КП Молдавії. Одночасно, 7 грудня 1962 — 25 грудня 1963 року — голова Бюро ЦК КП Молдавії із керівництва промисловим виробництвом.
Подальша доля невідома.

## Нагороди
- орден Трудового Червоного Прапора (26.02.1958)
- медалі